# Ulrich I. Wulp
Ulrich Wulp war als Ulrich I. von 1377 bis 1382 beziehungsweise 1384  Propst des Klosterstifts Berchtesgaden, ab 1380 im Rang eines Reichsprälaten.

## Leben
Über Ulrich Wulps Leben und seine Herkunft – ob und inwieweit beispielsweise mit seinem Vorgänger Greimold Wulp verwandt – ist derzeit genauso wenig bekannt, wie über seine letzte Ruhestätte.

## Wirken

### Erhebung zum Reichsprälaten
Ulrich Wulp unterstand als Propst des Berchtesgadener Klosterstifts noch der Metropolitangewalt des Erzbistums Salzburg. Erst 1455 konnte sich das Stift davon befreien und war danach in geistlichen Dingen allein dem Papst unterstellt. Aber die weltliche Eigenständigkeit der Stiftspropstei hatte sich bereits 1294 durch die Erlangung der Blutgerichtsbarkeit für schwere Vergehen manifestiert. Ab 1380 zum Zepterlehen erhoben und auch im Reichstag mit Sitz und Stimme vertreten, war der Machteinfluss der Stiftspröpste noch weiter gestiegen und damit Wulps Status als erster Propst dem eines Reichsprälaten gleichgestellt.

### Sein „Landbrief“ gegen Schuldenlast
Er und seine Chorherren lebten jedoch in großem Luxus, so dass selbst ihre reichen Erträge nicht ausreichten. Die Schuldenlast erreichte eine „phantastische Höhe“, das Land verarmte zusehends. Dem suchte Wulp gleich bei seinem Amtsantritt 1377 mit einem Landbrief zu begegnen, indem er den leibeignen Untertanen die Güter und Lehen des Stifts zu erbrechtlichem Kauf anbot, allerdings unter der Bedingung, dass die Untertanen weiterhin ihren Lehensverpflichtungen nachzukommen hatten.
Diese Rechteerweiterung für die Untertanen war zudem auch der Preis, „den wüsten Thälern Berchtesgadens die Bevölkerung zu erhalten und zu mehren“. Die gleichzeitige Einführung eines „Erbrechts mit mäßigen unüberschreitbaren Gebühren“ war ein Schritt, der in anderen Ländern „noch in späten Jahrhunderten vermißt“ wurde und gab der Kultur den wirksamsten Vorschub. Nachdem Ulrich in den Seitentälern die Wälder ausgereutet hat, wurde den Bauern zwar der Zehnt, aber kein „Getreidedienst“ auferlegt – der Naturaldienst bestand lediglich in Käsen und Hühnern. Eine weitere Folge des Landbriefs war die Entwicklung und Ausgestaltung der Gnotschaften (Genossenschaften) Berg, (Salzberg) Au, Scheffau, Bischofswiesen, Ramsau, Schönau, Gern und Ettenberg „an Umfang und innerm Behalte“. Laut Koch-Sternfeld deutet die Bezeichnung „Genossenschaft“ bereits auf „mildere Unterthansverhältnisse“.

### „Kleines Schisma“ infolge Reformbestrebungen
Doch auch wenn von dem „Landbrief“ ausgiebig Gebrauch gemacht wurde, vermochte das allein die Finanzen längst nicht zu sanieren. Im Gegenteil. Denn Wulp wollte auch die Ausgaben des Stifts reduzieren und den Ordensregeln wieder zu mehr Geltung verhelfen. Diese Reformbestrebung stießen bei einem Teil der Augustiner-Chorherren auf heftigen Widerstand. Namentlich Heinrich Rordorfer und Johann Steinsberger standen in enger Verbindung zum Erzbistum Salzburg. Erst beschuldigten sie Wulp, mehr auf der Jagd als in der Kirche zu sein und zudem auch das Lateinische nicht ausreichend zu beherrschen. Im Auftrag des Erzbischofs untersuchte der Bischof von Chiemsee Friedrich diese Vorwürfe, kam jedoch zu einem anderen Ergebnis und tadelte stattdessen die Beschuldiger. Diese überfielen Wulp daraufhin und warfen ihn in den Klosterkerker. Der Erzbischof Pilgrim II. von Puchheim erwirkte zwar seine Freisetzung, nötigte Wulp aber wegen neuer Anklagen zur Aufgabe seines Amtes und ließ den Konvent seinen Vertrauensmann Sieghard Waller zum neuen Propst wählen. Dessen Position wurde aber von Wulp nicht anerkannt, so dass es zu einem „kleinen“, zweijährigen Schisma in Berchtesgaden kam.
Der von Ulrich um Unterstützung gebetene Bayernherzog Friedrich fiel mit seinen Kriegsknechten am 16. April 1382 über Hallthurm und über das Wachterl in das Berchtesgadener Land ein und gab es zur Plünderung frei. Nach der Beschreibung eines Klosterbruders aus dem Stift Mattsee richtete sich dies gerade auch gegen die Stiftskirche, die ihrer Reliquien und anderer Kostbarkeiten beraubt und von den Pferden der „Ketzer“ besudelt wurde. Die Mönche und Nonnen des Klosters mussten fliehen. Darüber hinaus sind die leichter erreichbaren Bauernhöfe des lenntel Berchstgaden überfallen worden. Aber auch der Salzburger Erzbischof blieb nicht untätig und besetzte nach schweren und für beide Seiten verlustreichen Kämpfen erst den Turm vor Schellenberg und schließlich auch Berchtesgaden wieder. Nach Vermittlung des Bischofs von Freising Berthold von Wehingen endeten diese Kämpfe wie auch das Schisma 1384 in einem Kompromiss, wonach Ulrich I. Wulp und Sieghard Waller zuletzt beide als Pröpste bestätigt, gleichzeitig abgesetzt und mit einer jährlichen Rente von 100 Pfund Pfennigen abgefunden wurden. Der zum Nachfolger eingesetzte Konrad Torer von Törlein hatte für das Stift angesichts der zuvor bereits aufgelaufenen Schulden sowie der Kosten für die kriegerische Auseinandersetzung eine folgenschwere Entscheidung zu treffen.